# Oliver C. Wiley
Oliver Cicero Wiley (* 30. Januar 1851 in Troy, Pike County, Alabama; † 18. Oktober 1917 ebenda) war ein US-amerikanischer Geschäftsmann und Politiker (Demokratische Partei). Er war der Bruder des US-Abgeordneten Ariosto Appling Wiley.

## Werdegang
Oliver Cicero Wiley besuchte die Gemeinschaftsschule. Später war er fünf Jahre lang Mitglied des Stadtrats von Troy (Alabama). Er hatte zwischen 1884 und 1886 den Vorsitz über das Democratic Executive Committee of Pike County. Dann war er 1888 Mitglied des Democratic State Executive Committee. Wiley war zwischen 1887 und 1892 Präsident der Alabama Midland Railway, als diese erbaut wurde. Ferner war er Präsident des Verwaltungsrats des State Normal College, Direktor der Farmers & Merchants’ National Bank sowie Vizepräsident und Geschäftsführer der Standard Chemical & Oil Co. in Troy. Wiley wurde in den 60. US-Kongress gewählt, um dort die freie Stelle zu füllen, die durch den Tod seines Bruders entstand. Er war im US-Repräsentantenhaus vom 3. November 1908 bis zum 3. März 1909 tätig. Wiley starb 1917 in Troy und wurde dort auf dem Oakwood Cemetery beigesetzt.